# Caloptilia phiaropis
Caloptilia phiaropis är en fjärilsart som först beskrevs av Edward Meyrick 1921.  Caloptilia phiaropis ingår i släktet Caloptilia och familjen styltmalar.
Artens utbredningsområde är Peru. Inga underarter finns listade i Catalogue of Life.